# Jan Roeloffzen
Johannes Heinrich, auch Jan Roeloffzen genannt, (* 20. Januar 1950 in Bocholt) ist ein ehemaliger niederländischer Fußballspieler.

## Karriere
Bereits als 18-Jähriger schaffte  den Sprung in die erste Mannschaft des Amateurligisten 1. FC Bocholt, mit dem er 1976 Niederrheinmeister wurde und in den Jahren 1977 und 1980 zweimal in die 2. Fußball-Bundesliga aufstieg. Der Abwehrspieler bestritt insgesamt 77 Zweitligaspiele und erzielte dabei drei Tore. Darüber hinaus kam er auf acht DFB-Pokaleinsätze und zwei Tore. Von 1971 bis 1973 spielte Roeloffzen unter seinem früheren Bocholter Trainer Friedel Elting in der Regionalliga West bei Eintracht Gelsenkirchen, bevor er zu seinem Heimatverein zurückkehrte. 1980 nahm der Manndecker mit Bocholt als Meister der Oberliga Nordrhein an der Deutschen Fußball-Amateurmeisterschaft teil und schied erst im Halbfinale gegen den FC Augsburg aus. Für den 1. FC Bocholt absolvierte Jan Roeloffzen bis 1981 insgesamt über 350 Pflichtspiele, er ließ seine Karriere schließlich beim Lokalrivalen SC 26 Bocholt ausklingen.